# 陸季盈
陸季盈（1916年9月2日—2004年4月8日），臺灣農夫，高雄橋頭五里林人，以遺留長達71年的日記與耕種筆記為人認識。:168-171

## 生平
陸季盈畢業於高雄州岡山郡楠梓第二公學校高等科，1933年17歲的陸季盈從出生地橋仔頭來到大樹庄九曲堂生活，種植甘蔗、水稻、棗樹、甘藷及鳳梨等為生，這段期間生活重心為農務。1939年（昭和十四年）初，從農夫轉職基層公務員，一月開始擔任農事實行組書記，五月擔任九曲堂第一國語講習所 （页面存档备份，存于）講師，後又擔任大樹庄民風作興會書記以及皇民奉公會大樹庄分會書記，並加入九曲堂青年團，這段期間農業是其副業。戰後回到橋仔頭五里林務農，曾為四健會輔導員，晚年長期參與西林社區長壽俱樂部直至過世。:168-171

## 日記簡介
陸季盈長子陸東原 於2009年捐贈七十餘件家族文物予國立臺灣歷史博物館，包括其家族相簿與書信，以及其父親五十一本的日記與耕種筆記。:168這批手稿記錄著一位台灣農夫從日本時代至民國時期的生活樣貌 並見證台灣從日本時代到二十一世紀初的農業政策與常民生活變遷，除此之外他對日常支開銷也詳加記載，搭配日記中的紀錄，顯見當時物價以及一個台灣家庭的生活方式。而他對國內外新聞時事的紀錄，為當時一般常民對時事的認知的佐證。陸季盈日記現已成為國立臺灣歷史博物館典藏品，並在常設展專櫃展出。國立臺灣歷史博物館亦將日記數位化，館方典藏網 （页面存档备份，存于）可搜尋。
1933年（昭和八年）7月13日，17歲的陸季盈寫下「我從今天開始要寫日記」，自此手不輟筆長達71年，直至2004年（民國九十三年）逝世，只缺漏戰爭初期與戰後初期約兩年左右。日記詳細記下農作收成及水果買賣、任職農事實行組合書記、從事青年團活動等。:148陸季盈日記的口吻活潑，面向與風格，固然以農事為中心，但除了職業的關心，還有發願及檢討，並對新詞加以摘要及紀錄，陸季盈的書寫特質帶有紀錄的精確與具體，比如他拿到自行車的牌照，還會將牌照號碼抄在日記裡，這當然很可能也因為日記本就有備忘的實際功能，然而那份「當下感」，使得所書所言，特別帶有寫實的況味。
陸季盈的日記是台灣目前的日記收藏中，最長最久的。從這些手稿可以窺見1930年代以來日本於殖民地推行語言政策與農事推廣等一連串社會教化運動，以及農業從傳統轉換到近代的過程。台灣歷史學家許雪姬提及相較於強調統制治理的傳統史料，日記材料更能以人民的看法來顛覆一些傳統的看法….長時間記載則為當代重要資料。:158

### 戰前日記
可分為幾個時期，即純粹農夫時期，加入青年團後相關活動記載，農事實行組合相關工作記載，國語講習所上課情形，民風作興會以及皇民奉公會書記工作記錄，陸季盈這些日記可從台灣南部的視角看見日治時期農村生活樣貌，1930年起日治時期的一連串社會教化運動，其實況亦可從陸季盈日記可窺知一、二。其日記中記載的相關會議記錄及部落視察遊記，彌補日治後期地方庄街層次的史料。:170陸季盈在1941年日記的通訊錄中記載若干朋友及親友改姓名對照表，也見證皇民化運動時臺灣人更改姓名之史實。:171

### 戰後日記
二戰結束後，陸季盈回歸農夫身份，遷回五里林種田為生，並為四健會輔導員，雖受制於語言轉換，但幾乎無日不記，有很長時間以流水帳形式記載，主要為耕種日記，日記中詳載各種作物使用農藥及肥料種類、濃度、用量、施肥方式、植物病蟲害，收成量化紀錄等，他仍持續於農業改良；陸氏鑽研農業技術改良之成就，可由其棗類種植心得於日本時代曾獲得高雄州青年團農業論文獎項等經歷中稍可窺見之，提供農業技術及改良史方面的研究題材。

## 迴響
陸季盈日記參與了2018年的台北雙年展，張亦絢寫道：「光是作者不在世，並不是日記浮現美術館最刺激之處，最刺激人的是，這個傳統上不屬於藝術社群的作者，竟被發掘為新出土的藝術工作者？這個旨趣貫穿了「後自然：美術館作為一個生態系統」重構「被動性」。」
沃時文化編輯群選出了當年台北雙年展中幾組與台灣在地現象及跨世代文化議題相關的作品進行延伸討論，《陸季盈日記》即是開幕前令沃時文化編輯群最感興趣的作品之一。張亦絢對這批在視覺型的展演中相對低調的古老日記，寫到：「對我來說，最具原點感與無裝飾性的《陸季盈日記》，卻是在形式上敲響『後自然：美術館作為一個生態系統』企圖最基進、最清晰、最不言自明的詩眼：美術館因它失去最多本義，美術館因此得以重生，也得以無限。」